# Eolla
Eolla († zwischen 716 und 731) war Bischof von Selsey. Er wurde zwischen 716 und 731 geweiht und trat sein Amt im gleichen Zeitraum an. Er starb zwischen 716 und 731.